# Blackburnium quinquecorne
Blackburnium quinquecorne är en skalbaggsart som beskrevs av Lea 1916. Blackburnium quinquecorne ingår i släktet Blackburnium och familjen Bolboceratidae. Inga underarter finns listade.